# Trichosalpinx orbicularis
Trichosalpinx orbicularis é uma espécie de orquídea (Orchidaceae) originária do Brasil.